# Spontaneous Illumination
A Spontaneous Illumination című  Entheogenic psydub goa album 2003-ban jelent meg.

## Számok
1. Ground Luminosity – 11:42
2. Habitual Overtones – 8:54
3. Pagan Dream Machine – 9:45
4. Mindless – 9:41
5. Invisible Landscapes – 9:35
6. Twilight Eyes – 12:32
7. Spaced – 9:47

## Külső hivatkozások
- c.o.r.n. recordings label homepage
- Spontaneous Illumination at CDBaby.com
- Spontaneous Illumination at PsyShop.com